# Nederlands kampioenschap schaken 1929
Het Nederlands kampioenschap schaken 1929 vond plaats in Amsterdam van 16 juli tot en met 25 juli 1929. Net als bij het kampioenschap van 1924, was de locatie Café-Restaurant Parkzicht.

## Uitslag
Voor de vierde keer op rij wist Max Euwe de titel te veroveren. Dat deed hij op overtuigende wijze: Uitsluitend tegen Weenink moest hij een remise toestaan. De overige partijen won hij. Salo Landau en Henri Weenink deelden de tweede en derde plaats.
Emile Mulder eindigde laatste en scoorde geen enkel punt, wat een unicum in de historie van het NK Schaken is.

### Kruistabel[1]
| #  | Naam                   | Score | 1  | 2  | 3  | 4  | 5  | 6  | 7  | 8  | 9  | 10 |
| -- | ---------------------- | ----- | -- | -- | -- | -- | -- | -- | -- | -- | -- | -- |
| 1  | Max Euwe               | 8½    | -- | 1  | ½  | 1  | 1  | 1  | 1  | 1  | 1  | 1  |
| 2  | Salo Landau            | 7     | 0  | -- | ½  | 1  | 1  | 1  | 1  | 1  | ½  | 1  |
| 3  | Henri Weenink          | 7     | ½  | ½  | -- | ½  | ½  | 1  | 1  | 1  | 1  | 1  |
| 4  | Johannes van den Bosch | 6½    | 0  | 0  | ½  | -- | 1  | 1  | 1  | 1  | 1  | 1  |
| 5  | Jacques Davidson       | 4     | 0  | 0  | ½  | 0  | -- | ½  | ½  | ½  | 1  | 1  |
| 6  | Rudolf Loman           | 4     | 0  | 0  | 0  | 0  | ½  | -- | 1  | ½  | 1  | 1  |
| 7  | Adolf Olland           | 3½    | 0  | 0  | 0  | 0  | ½  | 0  | -- | 1  | 1  | 1  |
| 8  | Klaas Geus             | 3     | 0  | 0  | 0  | 0  | ½  | ½  | 0  | -- | 1  | 1  |
| 9  | Evert Straat           | 1½    | 0  | ½  | 0  | 0  | 0  | 0  | 0  | 0  | -- | 1  |
| 10 | Emile Mulder           | 0     | 0  | 0  | 0  | 0  | 0  | 0  | 0  | 0  | 0  | -- |

1909 · 1912 · 1913 · 1919 · 1921 · 1924 · 1926 · 1929 · 1933 · 1936 · 1938 · 1939 · 1942 · 1948 · 1950 · 1952 · 1954 · 1955 · 1957 · 1958 · 1961 · 1963 · 1965 · 1967 · 1969 · 1970 · 1971 · 1972 · 1973 · 1974 · 1975 · 1976 · 1977 · 1978 · 1979 · 1980 · 1981 · 1982 · 1983 · 1984 · 1985 · 1986 · 1987 · 1988 · 1989 · 1990 · 1991 · 1992 · 1993 · 1994 · 1995 · 1996 · 1997 · 1998 · 1999 · 2000 · 2001 · 2002 · 2003 · 2004 · 2005 · 2006 · 2007 · 2008 · 2009 · 2010 · 2011 · 2012 · 2013 · 2014 · 2015 · 2016 · 2017 · 2018 · 2019 · 2021 · 2022 · 2023 · 2024